# Stazione di Ourense-Empalme
La stazione di Ourense-Empalme (in galiziano Estación de Ourense-Empalme) è la principale stazione ferroviaria di Ourense, Spagna.
È situata sulla linea ferroviaria Zamora-La Coruña, di 453 km, che percorre il nord della Spagna dalla stazione di Zamora sino alla stazione di A Coruña.